# Article 13 du traité sur l'Union européenne
 (décembre 2016).
Si vous disposez d'ouvrages ou d'articles de référence ou si vous connaissez des sites web de qualité traitant du thème abordé ici, merci de compléter l'article en donnant les références utiles à sa vérifiabilité et en les liant à la section « Notes et références ».
L’article 13 du traité sur l'Union européenne fait partie du Titre III : « Dispositions relatives aux institutions ».

## Disposition
L'article 13 dispose :

« 1. L'Union dispose d'un cadre institutionnel visant à promouvoir ses valeurs, poursuivre ses objectifs, servir ses intérêts, ceux de ses citoyens, et ceux des États membres, ainsi qu'à assurer la cohérence, l'efficacité et la continuité de ses politiques et de ses actions.
Les institutions de l'Union sont :

- le Parlement européen,

- le Conseil européen,

- le Conseil,

- la Commission européenne (ci-après dénommée « Commission »),

- la Cour de justice de l'Union européenne,

- la Banque centrale européenne,

- la Cour des comptes.
2. Chaque institution agit dans les limites des attributions qui lui sont conférées dans les traités, conformément aux procédures, conditions et fins prévues par ceux-ci. Les institutions pratiquent entre elles une coopération loyale.
3. Les dispositions relatives à la Banque centrale européenne et à la Cour des comptes, ainsi que des dispositions détaillées sur les autres institutions, figurent dans le traité sur le fonctionnement de l'Union européenne.
4. Le Parlement européen, le Conseil et la Commission sont assistés d'un Comité économique et social et d'un Comité des régions exerçant des fonctions consultatives. »